# Comic and Cosmic
『Comic and Cosmic』は、2016年12月31日に発売されたピノキオピーの3rd&4thリマスターアルバム。

## 概要
ピノキオピーの3rdアルバム「漫画」、4thアルバム「遊星まっしらけ」をリミックス、リマスタリングを施したリマスターアルバム。
MVではMAYUが歌唱していた「アッカンベーダ」は、このアルバムでは初音ミクが歌唱している。また、ボーナストラックとしてCD初収録の「マンネリズム」、赤飯のアルバムに提供した「たのしいホームワーク」のボーカロイド歌唱版が収録されている。

## 収録曲

### Disc1 Comic
1. Floating Shelter
2. からっぽのまにまに
3. ユメネコ
4. tel tel
5. OZ
6. 腐れ外道とチョコレゐト
7. とうめい
8. 人間なんか大嫌い
9. 恋するミュータント
10. はっぴーべりーはっぴー
11. Paraiso
12. アイマイナ
13. さよなら、たましいさん
14. どうしてちゃんのテーマ
15. マンネリズム

### Disc2 Cosmic
1. ぼくも屑だから
2. 胸いっぱいのダメを
3. ニナ
4. 週刊少年バイバイ
5. m/es
6. アッカンベーダ - miku ver -
7. こどものしくみ
8. ストレンジアニマル
9. かえるたちのうた
10. 遊星まっしらけ
11. ひとりぼっちのユーエフオー
12. 忘れちゃったのどうして
13. ゲームスペクター2
14. スケベニンゲン
15. たのしいホームワーク